# Джеймс Робінсон (економіст)
Джеймс Алан Робінсон (англ. James Alan Robinson; нар. 1960) — британський економіст і політолог. З 1 липня 2015 року — професор у Школі публічної політики ім. Гаріса Університету Чикаґо. Лауреат Премії Нобеля з економіки 2024 (спільно з Даронам Аджемоглу і Саймоном Джонсоном).
Його основними науковими інтересами є порівняльна економіка та довготерміновий політичний розвиток (особливо країн Латинської Америки та Субсахарської Африки).

## Життя
Робінсон вивчав економіку у Лондонській школі економіки (бакалавр), Університеті Ворвіка (магістр) та Єльському університеті (PhD). У 2004 його призначили професором самоврядування у Гарварді. 9 травня 2016, професор Робінсон був нагороджений званням почесного доктора Національного університету Монголії.

## Публікації
- «Економічні початки диктатури й демократії» (Economic Origins of Dictatorship and Democracy, 2005, у співавторстві з Дароном Аджемоглу) Cambridge University Press, Cambridge, UK  — ISBN 0-521-67142-6
- «Природні експерименти історії» (Natural Experiments of History, 2010, у співавторстві з Джаредом Даймондом) Harvard University Press, Cambridge, MA  ISBN 0-674-03557-7
- «Роль еліт у економічному розвитку» (The Role of Elites in Economic Development, 2012, у співавторстві з Еліс Емсден та Алісою Де Капріо) Oxford University Press, Oxford  — ISBN 978-0-19-965903-6
- «Чому нації занепадають: походження влади, багатства та бідності», (Why Nations Fail: The Origins of Power, Prosperity, and Poverty, 2012, у співавторстві з Дароном Аджемоглу, Crown Business, — ISBN 0307719219), видання українською  — («Наш Формат», 2016. — 527 стор.) здійснено у спіпраці з компанією ICU, книга вийшла у серії #ICUbooks.

## Читайте також
- Географічний детермінізм